# Rokycanyi járás

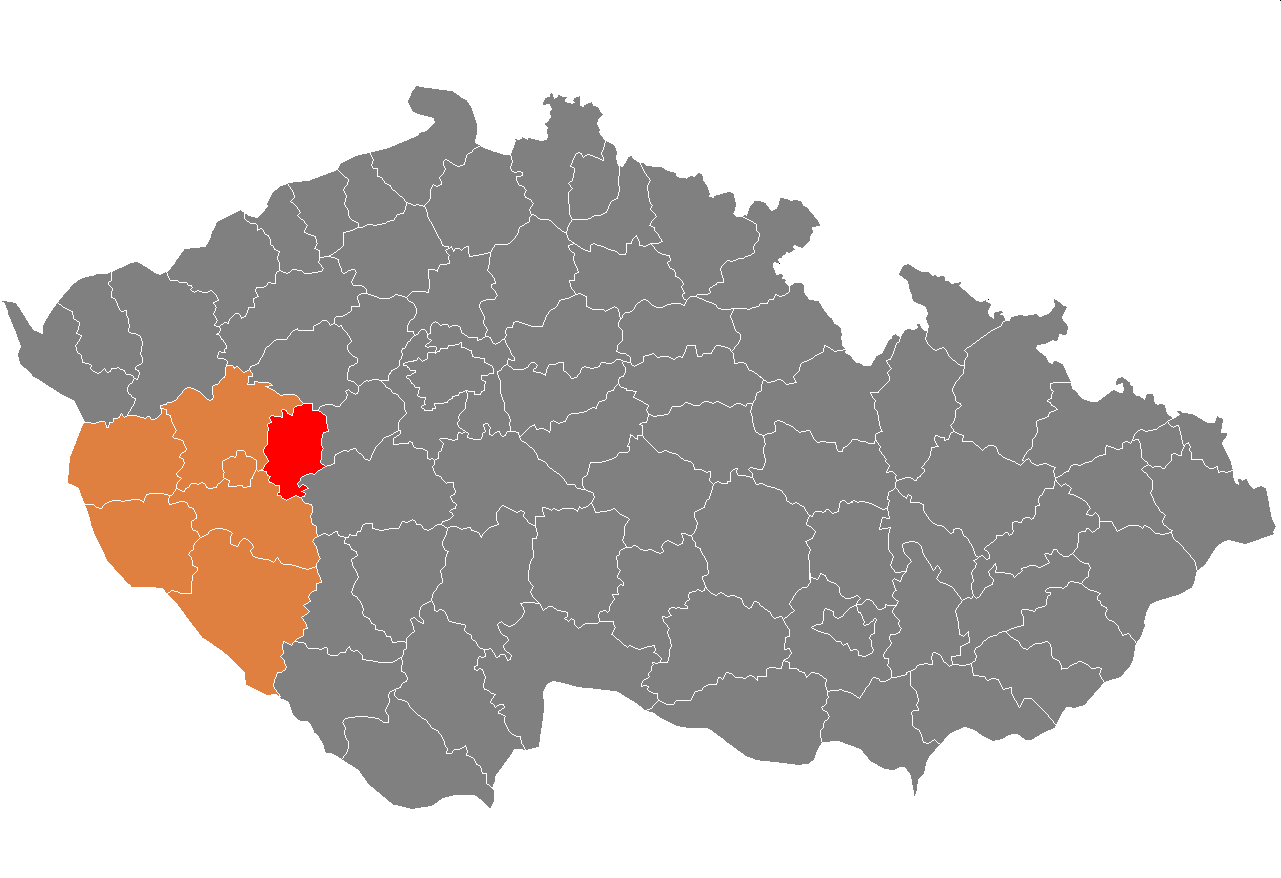
A Rokycanyi járás

A Rokycanyi járás (csehül: Okres Rokycany) közigazgatási egység Csehország Plzeňi kerületében. Székhelye (Rokycany. Lakosainak száma 48 347 fő (2009). Területe 575,11 km².

## Városai, mezővárosai és községei
A városok félkövér, a mezővárosok dőlt, a községek álló betűkkel szerepelnek a felsorolásban.

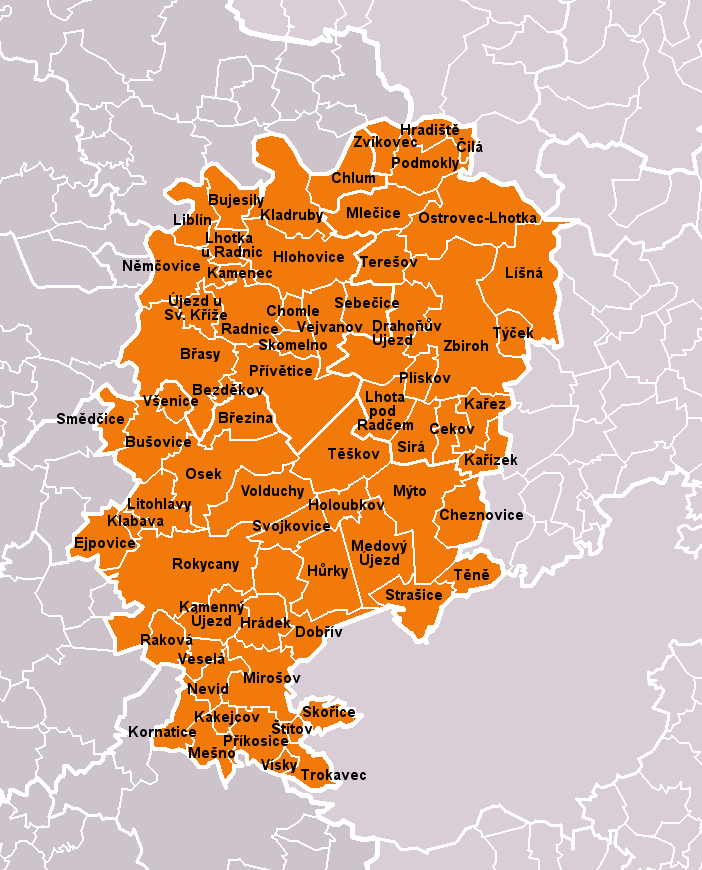
A Rokycanyi járás települései

Bezděkov •
Břasy •
Březina •
Bujesily •
Bušovice •
Cekov •
Cheznovice •
Chlum •
Chomle •
Čilá •
Dobřív •
Drahoňův Újezd •
Ejpovice •
Hlohovice •
Holoubkov •
Hrádek •
Hradiště •
Hůrky •
Kakejcov •
Kamenec •
Kamenný Újezd •
Kařez •
Kařízek •
Klabava •
Kladruby •
Kornatice •
Lhota pod Radčem •
Lhotka u Radnic •
Liblín •
Líšná •
Litohlavy •
Medový Újezd •
Mešno •
Mirošov •
Mlečice •
Mýto •
Němčovice •
Nevid •
Osek •
Ostrovec-Lhotka •
Plískov •
Podmokly •
Příkosice •
Přívětice •
Radnice •
Raková •
Rokycany •
Sebečice •
Sirá •
Skomelno •
Skořice •
Smědčice •
Štítov •
Strašice •
Svojkovice •
Těně •
Terešov •
Těškov •
Trokavec •
Týček •
Újezd u Svatého Kříže •
Vejvanov •
Veselá •
Vísky •
Volduchy •
Všenice •
Zbiroh •
Zvíkovec

## Fordítás
- Ez a szócikk részben vagy egészben  a   Rokycany District című angol Wikipédia-szócikk ezen változatának fordításán alapul.  Az eredeti cikk szerkesztőit annak laptörténete sorolja fel. Ez a jelzés csupán a megfogalmazás eredetét és a szerzői jogokat jelzi, nem szolgál a cikkben szereplő információk forrásmegjelöléseként.
- Ez a szócikk részben vagy egészben  az   Okres Rokycany című cseh Wikipédia-szócikk ezen változatának fordításán alapul.  Az eredeti cikk szerkesztőit annak laptörténete sorolja fel. Ez a jelzés csupán a megfogalmazás eredetét és a szerzői jogokat jelzi, nem szolgál a cikkben szereplő információk forrásmegjelöléseként.